# F.C. Hansa Rostock
F.C. Hansa Rostock je nogometni klub v tretji nemški nogometni ligi. Klub prihaja iz mesta Rostock v Nemčiji.
Kot posojen igralec je v sezoni 2005/06 za F.C. Hansa Rostock igral slovenski reprezentant Mišo Brečko.

## Zgodovina
Klub je bil ustanovljen 1. novembra 1954 kot multi-športni klub Sportclub Empor Rostock (SC Empor Lauter). Obstoj nogometnega društva je bil sprva vprašljiv, saj so vsi zaposleni v lokalnem podjetju "Betriebssportgemeinschaften" igrali rokomet, tako da nogometni ekipi BSG Empor Lauter iz mesta Lauter blizu Rostocka ni kazalo najbolje. 
Območje okrog mesta Lauter, v bližini češke meje, je sicer dobro zastopana v vzhodno-nemškem nogometu in klubi kot so bili Wismut Aue (sedaj FC Erzgebirge Aue), Fortschritt Meerane in Motor Zwickau so bili zelo konkurenčni, zato je politik Karl Mewis odredil prestop nogometašev in preimenovanje kluba iz Empor Lauter v Rostock ter kljub protestih lokalnih navijačev preselitev iz Lautera v Rostock. To nikakor ni bil neobičajen pojav v vzhodnonemškem nogometu, saj so se klubi redno preimenovali, preoblikovali, bli ukinjeni ali pa celo prestavljeni v drugo mesto, vse seveda po navodilih komunističnih uradnikov. Vsa ta procedura je tako skozi sezono 1954-1955 privedla do "izumrtja" kluba in nogometa v Lauteru.
Novi klub je bil ustanovljen leta 1956 kot BSG Motor Lauter in 1. avgusta 1990 prevzel tradicionslno ime svojih predhodnikov, Lauterer Sportverein Viktoria 1913.

### Igranje v Rostocku
Novonastali nogometni klub SC Empor Rostock je prevzel mesto nekdanjega kluba Lauter prvi diviziji v novembru 1954. Sezono so končali na drugem mestu naslednjo sezono, vendar pa v sezoni 1955/56 končali 14. mestu in izpadli v nižjo ligo. Hiter povratek in združitev v zhodno-nemške lige leta 1958 sta klubu prinesli konkurenčnost, v seriji treh zaporednih osvojitev mesta podprvaka 1962-1964 pa tudi več nastopov v finalu Pokala FDGB. Reorganizacija vzhodnonemških športov leta 1965 je privedla do nogometnega oddelka društva in tako postala neodvisen nogometni klub, kot ga poznamo danes,  Fußball Club Hansa Rostock oz. F.C.Hansa Rostock, ki je bil določen kot eden izmed 11 nogometnih klubov v državi (ti. "Fokus klubov"), ki so bili  namenjeni tudi močnemu razvoju vzhodno-nemške identitete. Z novim imenom Hansa je klub priznal zgodovino Rostocka in da je Roctock eno izmed največjih trgovinskih središč severne Evrope.

### 1970-1991
Leta 1970 klub končal v spodnji polovici lestvice. Sledeči izpad v 2. vzhodno-nemško ligo (2. DDR-Liga) je prinesel desetletje igranja v 2. DDR ligi. Leta 1980 je sledil povratek v 1. DDR-LIGO in za slovo od vzhodno-nemške lige so tik pred združitvijo obeh nemških lig, ter združitvijo obeh Nemčij, leta 1991 osvojili svoj prvi, zadnji in edini naslov vzhodno-nemškega prvaka. Prav tako so leta 1991 osvojili  svoj prvi, zadnji in edini vzhodno-nemški pokal, v finalu DDR-pokala so z 1:0 premagali FC Stahl Eisenhüttenstadt.

### Združena Nemčija in Bundesliga
Klub je bil "ob pravem času na pravem mestu", prav tako tudi F.C. Dyniamo Dresden, saj sta bila to edina nogometna kluba, ki sta zapolnila dve mesti v novi 1. nemški zvezni ligi, bolj poznani pod imenom Bundesliga. Liga se je namreč razširila iz 18 ekip na 20, tako je priložnost dobil tudi F.C. Hansa Rostock, žal pa se ni bil sposoben obdržati in je le zaradi 1 točke zaostanka za naslednje tri sezone izpadel v 2.Bundesligo.

### 1995-2005 Rostock v Bundesligi
V Bundesligo so se vrnili zopet v sezoni 1995/96 in tam, kot edini vzhodno-nemški klub celo desetletje dostojno "zastopali vzhodno nemčijo" F.C. Hansa Rostock je 1. decembra 2002 postal prvi klub, ki je imel v igralnem polju 6 tujcev iz ene države (Prica, Lantz, Wibran, Jakobsson, Arvidsson and Persson-vsi Švedi). Slab prvi del sezone 2004/05 (1 zmaga, 5 neodločenih in 11 porazov) je klub spravil na kolena in kljub okrepitvam (klubu se je pridružil finski napadalec Jari Litmanen) so znova izpadli v 2. Bundesligo.

### 2005-2011 od prvoligaša do tretjeligaša
Kot vsi klubi nekdanje Nemške Demokratične Republike, je tudi F.C. Hansa Rostock izgubljala finančno stabilnost zaradi gospodarske nestabilnosti v nekdanji DDR. V Bundesligo se ji je po treh letih le uspelo vrniti leta 2007/08, vendar zopet le za eno sezono. Klub je nato izpadel v 2. Bundesligo, leto kasneje pa je po katastrofalni sezoni 2009/2010 ter po tekmi za obstanek (izgubili so obe tekmi) proti F. C. Ingolstadt sledil še izpad v 3. nemško ligo, iz katere so se sicer hitro vrnili v 2. Bundesligo, nato pa spet izpadli v 2. nemško ligo.